# Succisella
Succisella es un género con cuatro especies de plantas con flores perteneciente a la familia Dipsacaceae.

## Taxonomía
El género fue descrito por Günther von Mannagetta und Lërchenau Beck y publicado en Flora von Nieder-Österreich 2(2): 1145. 1893. La especie tipo es: Succisella inflexa

## Especies
| - Succisella andreae - Succisella carvalhean | - Succisella inflexa - Succisella petteri |